# 小林喜一郎
小林 喜一郎（こばやし きいちろう、1895年 - 1961年）は、日本の洋画家。岡山県倉敷市出身。酒仙と呼ばれるほどの酒好きとして知られ、岡山県内の飲み屋において喜一郎が飲み中に描いた色紙が飾られている店も少なくない。

## 人物
1895年、倉敷市の酒屋・久平の息子として、久平ら両親が高知県滞在中に生まれる。幼い頃より画家を目指し沙美高等小学校卒業後、東京の美術大学へ行く金を貯める為、1916年に上京。巣鴨の郵便局で配達員として働く傍ら、絵の勉強に勤しんだ。当時この界隈は「池袋モンパルナス」の名の通り画家の卵がたむろしていた場所で、中でも喜一郎は三岸好太郎と交流を深めており、一緒に住んでいたこともある。1921年に二科展に入選、翌1922年には『横浜風景』で樗牛賞（二科展の最高賞）を受賞した。しかし翌年は落選を喫し、関東大震災の影響もあり、岡山県へ戻ることとなった。
1928年に結婚し、岡山市山下に住居を構えたが、1933年には支援者から贈られた網浜のアトリエ付の家に移動し、活動することになった。1935年から画塾「赤坂洋画研究所」を開設し、中田政夫、青地秀太郎、石田正典、竹内清、日原晃、水野恭子ら多くの画家を輩出した。
1945年、岡山大空襲で家主の家が全焼した為、アトリエを明け渡す事になり、各地を渡り歩く。最終的には三菱航空機工場の社宅を借り受け、倉敷市水島春日町に根を下ろすことになった。自転車に弁当と画材をくくりつけ、どこへでも写生に出かけたという。
1961年、食道癌のため岡山大学付属病院へ入院、同9月に65歳で没した。

## 主な作品
- 『家族』（1932年、倉敷市立美術館）